# Time (یونیکس)

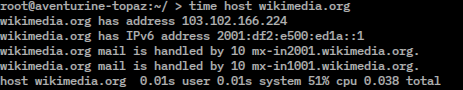
time (یونیکس)

time یک دستور یونیکس است که با استفاده از آن مدت زمان اجزا شدن دستورها را اندازه می‌گیرند.

## استفاده
برای استفاده از دستور قبل از دستور مورد نظر time را قرار دهید؛ مانند:
```
time
 
find
 
-name
 
"*php"

```

بعد از پایان اجرای دستور مورد نظر؛ time مدت زمانی که اجرای برنامه به طول انجامیده‌است را به انتهای جواب دستور مورد نظر اضافه می‌کند و خروجی حاصل همانند زیر خواهد شد:
```
$
 
time
 
git
 
status

# On branch master

# Your branch is ahead of 'origin/master' by 77 commits.

#nothing to commit (working directory clean)

real
	
0m0.710s
user
	
0m0.094s
sys
	
0m0.117s
$

```

## تحلیل خروجی دستور time
- زمان سیستم به مدت زمانی گفته می‌شود که هسته‌ی سیستم عامل در حال اختصاص دادن منابع مورد نیاز به برنامه می‌باشد گفته می‌شود.
- زمان کاربر به زمانی گفته می‌شود که CPU در حال اجرای دستورها یا محاسبه‌ها برنامه می‌باشد.
- زمان واقعی به مدت زمانی که از شروع اجرای دستور مورد نظر تا پایان یافتن آن صرف می‌شود، گفته می‌شود.